# Розогі (Щиценський повіт)
Розогі (пол. Rozogi, нім. Friedrichshof) — село в Польщі, у гміні Розогі Щиценського повіту Вармінсько-Мазурського воєводства.
Населення — 1482 особи (2011).

## Демографія
Демографічна структура станом на 31 березня 2011 року:
|          | Загалом | Допрацездатний вік | Працездатний вік | Постпрацездатний вік |
| -------- | ------- | ------------------ | ---------------- | -------------------- |
| Чоловіки | 740     | 190                | 502              | 48                   |
| Жінки    | 742     | 167                | 465              | 110                  |
| Разом    | 1482    | 357                | 967              | 158                  |